# Giai cấp thống trị
Trong xã hội học, giai cấp thống trị là giai cấp có quyền quyết định chính sách kinh tế và chính trị của xã hội. 
Nhà xã hội học C. Wright Mills (1916-1962) cho rằng giai cấp thống trị khác với giới quyền lực. Giới quyền lực chỉ đơn giản là đề cập đến nhóm nhỏ những người có quyền lực chính trị nhất. Nhiều người trong số họ là chính trị gia, các nhà quản lý chính trị và/hoặc các nhà lãnh đạo quân sự được thuê. Giai cấp thống trị là những người trực tiếp ảnh hưởng đến chính trị, giáo dục và chính phủ với việc sử dụng của cải hoặc quyền lực.

## Ví dụ
Tương tự như giai cấp của các nhà tư bản lớn, các phương thức sản xuất khác làm phát sinh các giai cấp thống trị khác nhau: dưới chế độ phong kiến, đó là lãnh chúa phong kiến trong khi dưới chế độ nô lệ, đó là chủ nô. Dưới xã hội phong kiến, các lãnh chúa phong kiến có quyền lực đối với các chư hầu vì sự kiểm soát của họ đối với những kẻ đáng sợ. Điều này đã cho họ quyền lực chính trị và quân sự đối với người dân. Trong chế độ nô lệ, vì quyền của cuộc sống của người đó hoàn toàn thuộc về chủ sở hữu nô lệ, họ có thể và thực hiện mọi biện pháp có thể giúp sản xuất trong đồn điền.
Trong các nghiên cứu gần đây về giới tinh hoa trong các xã hội đương đại, Mattei Dogan đã lập luận rằng vì sự phức tạp và tính không đồng nhất của giai cấp thống trị và đặc biệt là do sự phân chia công việc xã hội và nhiều cấp độ phân tầng, không có hoặc không thể có một phán quyết thống nhất giai cấp, ngay cả trong quá khứ đã có những ví dụ vững chắc về các giai cấp thống trị như trong Đế chế Nga và Ottoman và các chế độ toàn trị gần đây của thế kỷ 20 (Cộng sản và Phát xít).
Milovan Djilas nói rằng trong một chế độ Cộng sản, nomenklatura tạo thành một giai cấp thống trị, "được hưởng lợi từ việc sử dụng, hưởng thụ và định đoạt hàng hóa vật chất", do đó kiểm soát tất cả tài sản và do đó tất cả của cải của quốc gia. Hơn nữa, ông lập luận, bộ máy quan liêu Cộng sản không phải là một sai lầm ngẫu nhiên, nhưng khía cạnh vốn có trung tâm của hệ thống Cộng sản vì một chế độ Cộng sản sẽ không thể có được nếu không có hệ thống quan liêu.
Các nhà lý thuyết toàn cầu hóa cho rằng ngày nay một giai cấp tư bản xuyên quốc gia đã xuất hiện.